# شهرستان لیوبا
شهرستان لیوبا (به لاتین: Liuba County) یک منطقهٔ مسکونی در چین است که در هانژونگ واقع شده‌است.